# 知識產權執法工作展覽館
知識產權執法工作展覽館是香港一所以知識產權執法工作為主題的展覽館，於2007年10月30日開幕，由香港海關負責管理。展覽館原位於九龍九龍灣宏光道39號宏天廣場10樓，2010年遷往北角渣華道222號海關總部大樓25樓2514室現址，主要推廣尊重知識產權的文化，並加強區內的合作交流。
知識產權執法工作展覽館佔地235平方米，興建費用約200萬元。館內主要展示超過300件海關人員歷年來搜獲具代表性的侵權物品和冒牌貨品。還展出知識產權執法歷年來的演變，令市民深入了解海關的執法工作。館內亦設有不同主題的模擬侵權罪案現場，供予海關前線執法人員內部訓練之用。
展覽館免費向公眾開放，參觀前需要向海關申請。

## 外部連結
- 知識產權執法工作展覽館(展板資料)  （页面存档备份，存于），香港海關